# Давыдов, Николай Григорьевич
Николай Григорьевич Давыдов (16 июня 1928, с. Кузьмадино, Юрьевский уезд, Владимирская губерния, РСФСР, СССР — 22 сентября 2012, Москва, Россия) — советский государственный и партийный деятель.
Кандидат в члены ЦК КПСС (1986—1989), депутат Совета Национальностей Верховного Совета СССР XI созыва от Казахской ССР.

## Биография
Родился 16 июня 1928 в селе Кузьмадино Юрьевского уезда Владимирской губернии РСФСР (ныне село в составе Юрьев-Польского района Владимирской области России). Русский. Член КПСС с 1952.

### Образование
В 1948 окончил Кольчугинский техникум по обработке цветных металлов и сплавов по специальности «техник-технолог».
В 1965 заочно окончил Высшую партийную школу при ЦК КПСС.

### Трудовая деятельность
С 1948 по 1951 — сменный мастер, секретарь комитета комсомола Балхашского завода обработки цветных металлов в Карагандинской области Казахской ССР.
С 1950 года на комсомольской, партийной и советской работе.
С 1951 по 1954 — второй, первый секретарь Балхашского городского комитета ЛКСМ Казахстана Карагандинской области.
С 1954 по 1955 — заведующий промышленно-транспортным отделом Балхашского городского комитета КП Казахстана.
С 1955 по 1960 — второй, первый секретарь Карагандинского областного комитета ЛКСМ Казахстана.
В 1960 — заместитель заведующего отделом Карагандинского областного комитета КП Казахстана.
С 1960 по 1969 — первый секретарь Джезказганского городского комитета КП Казахстана.
С 1969 по 1973 — первый секретарь Темиртауского городского комитета КП Казахстана.
В 1973—1975 годах — председатель Карагандинского областного комитета народного контроля.
В 1975—1977 годах — заместитель председателя исполкома Карагандинского областного Совета.
В 1977—1982 годах — второй секретарь Чимкентского обкома КП Казахстана.
В 1982—1988 годах — первый секретарь Джезказганского обкома КП Казахстана.
С 1988 на пенсии.
Похоронен на Троекуровском кладбище (4 уч.) с Давыдовой Тамарой Николаевной (1927—1998).

## Награды
- Орден Достык 2 степени (Казахстан, 2010)[2]